# Александер, Николас
Николас Алекса́ндер (англ. Nicholas Alexander) род. 24 августа 1988 года в Братлборо — американский прыгун с трамплина, участник Олимпийских игр в Ванкувере.

## Спортивная биография
В командных соревнованиях в рамках Кубка мира Александер дебютировал в марте 2009 года. В ноябре того же года Николас впервые выступил в личных соревнованиях в мировом Кубке. Свои единственные очки в Кубке мира Александер заработал в сезоне 2014/2015, став 27-м на этапе в немецком Виллингене. В Континентальном кубке американский прыгун 8 раз в своей карьере попадал в десятку лучших, лучший результат в итоговом зачёте Континентального кубка 72-е место в сезоне 2009/10.
На зимних Олимпийских играх 2010 года в Ванкувере Александер принимал участие во всех трёх дисциплинах: в прыжках с нормального трамплина занял 41-е место, в прыжках с большого трамплина стал 40-м, а в командных соревнованиях американская сборная осталась на 11-м месте. В 2014 году Александер выступил на зимних Олимпийских играх в Сочи. На нормальном трамплине Николас занял 35-е место, в прыжках с большого трамплина стал 48-м, а в командных соревнованиях сборная США заняла 10-е место, а сам Николас показал лучший результат в своей сборной.
За свою карьеру участия в чемпионатах мира пока не принимал.